# Собачье сердце
«Собачье сердце» — повесть Михаила Булгакова 1925 года. Острая сатира на большевизм, она была написана в разгар периода НЭПа, когда коммунизм в СССР, на первый взгляд, начал сдавать позиции. Сюжет произведения обычно интерпретируют как аллегорию коммунистической революции и ошибочной попытки её сторонников «радикально преобразовать человечество». Первоначально публикация повести была запрещена в Советском Союзе, но она распространялась через самиздат до тех пор, пока не была официально выпущена в стране в 1987 году. На основе повести в 1988 году был снят одноимённый фильм, который вышел в эфир в конце года на главном телеканале советского телевидения, получил всеобщее признание и привлёк многих читателей к оригинальному булгаковскому тексту.

## История
Повесть написана в январе — марте 1925 года.
На чтении рукописи повести во время собрания литераторов в Газетном переулке присутствовал агент ОГПУ, охарактеризовавший произведение следующим образом:

[…] такие вещи, прочитанные в самом блестящем московском литературном кружке, намного опаснее бесполезно-безвредных выступлений литераторов 101-го сорта на заседаниях «Всероссийского Союза Поэтов».
Булгаков надеялся опубликовать «Собачье сердце» в альманахе «Недра», однако повесть порекомендовали даже не отдавать на чтение в Главлит. Николай Ангарский, которому произведение понравилось, сумел передать его Льву Каменеву, однако тот заявил, что «это острый памфлет на современность, печатать ни в коем случае нельзя».
При обыске, произведённом у Булгакова ОГПУ 7 мая 1926 года (ордер 2287, дело 45), у писателя была изъята также и рукопись повести. Сохранились три редакции текста (все — в Отделе рукописей Российской государственной библиотеки):глава «Дайте слово текстологу». Только после ходатайства Максима Горького через три с лишним года после обыска изъятое было возвращено автору.
В СССР повесть распространялась в самиздате. В 1967 году, без ведома и вопреки воле вдовы писателя Е. С. Булгаковой, небрежно скопированный текст «Собачьего сердца» был передан на Запад:глава «Королева моя французская…» одновременно в несколько издательств и в 1968 году опубликован в журнале «Грани» (Франкфурт) и в журнале Алека Флегона «Студент» (Лондон). 1968 год считается годом первой публикации, поэтому, в отличие от других произведений Булгакова, книга перейдёт в общественное достояние лишь в 2039 году; до этого срока издательство «Проспект» запретило её распространение в онлайн-библиотеках.
Только в июне 1987 года журнал «Знамя» сумел поместить повесть на своих страницах (подготовка М. О. Чудаковой). Однако в основу этой публикации лёг всё тот же неквалифицированный зарубежный список, содержащий более тысячи ошибок и искажений:глава «Королева моя французская…» и в таком виде растиражированный во всех последующих изданиях — вплоть до 1989 года (во многих случаях и после), когда литературовед и текстолог Лидия Яновская впервые опубликовала выверенный по первоисточникам подлинный текст «Собачьего сердца» в двухтомнике «Избранные произведения М. Булгакова».

## Сюжет
Москва, декабрь 1924 года. Выдающийся хирург профессор Филипп Филиппович Преображенский достиг замечательных результатов в омоложении. Продолжая исследования, он задумал небывалый эксперимент — операцию по пересадке бездомной собаке человеческих гипофиза и семенников. Ему в этом помогает доктор Иван Арнольдович Борменталь. В качестве подопытного животного был выбран беспородный пёс Шарик, живущий на улице. Результаты операции превзошли все ожидания — Шарик постепенно начал принимать человеческий облик. Но тут же выяснилось, что он стал грубияном и пьяницей, подобно донору пересаженных ему органов — люмпену Климу Чугункину, погибшему в пьяной драке.
История с собакой, превратившейся в человека, оказалась достоянием бульварной прессы. К дому профессора массово начинают приходить любопытствующие. Но сам Преображенский не рад итогу операции, так как уже осознаёт, что может получиться из Шарика.
Тем временем Шарик попадает под влияние коммунистического активиста Швондера, внушившего ему, что тот — пролетарий, страдающий от угнетения буржуазией (в лице профессора Преображенского и его ассистента доктора Борменталя), и настроившего его против профессора.
Швондер, будучи председателем домкома, выдаёт Шарику документы на имя Полиграфа Полиграфовича Шарикова, устроив его работать в службе отлова и уничтожения бездомных животных (в «очистке»), и вынуждает профессора официально прописать Шарикова в своей квартире. В службе «очистки» Шариков быстро делает карьеру, став начальником. Помимо всего, под дурным влиянием Швондера, поверхностно начитавшись коммунистической литературы и почувствовав себя «хозяином положения», Шариков грубит профессору, неприлично ведёт себя дома, крадёт деньги и вещи и пристаёт к прислуге. В конце концов дело доходит до того, что Шариков пишет политический донос на профессора и доктора Борменталя. Эта жалоба лишь благодаря влиятельному пациенту доктора не доходит до правоохранительных органов. Тогда Преображенский и Борменталь приказывают Шарикову убраться из квартиры, на что тот отвечает категорическим отказом, да ещё и угрожает револьвером. Доктор с профессором, будучи не в силах больше выносить наглые выходки Полиграфа Полиграфовича и ожидая только ухудшения ситуации, решаются сделать обратную операцию и пересаживают Шарикову собачий гипофиз, после чего тот постепенно начинает утрачивать человеческий облик и снова превращается в собаку.

## Персонажи

Скульптуры профессора Преображенского и Полиграфа Полиграфовича Шарикова (бывшего Шарика) — героев повести «Собачье сердце» — в Харькове

- Филипп Филиппович Преображенский — блестящий хирург, «величина мирового значения», проживавший в 1920-е годы в Москве.
- Шарик — бездомный пёс, которого профессор Преображенский подобрал на московской улице.
  - Полиграф Полиграфович Шариков — человек, в которого превращается Шарик после проделанной Преображенским операции.
- Иван Арнольдович Борменталь — молодой доктор, ассистент и ученик профессора Преображенского.
- Зинаида Прокофьевна Бунина — девушка, «социал-прислужница» профессора Преображенского.
- Дарья Петровна Иванова — кухарка профессора Преображенского.
- Фёдор — швейцар дома, где проживает профессор Преображенский.
- Клим Григорьевич Чугункин — погибший в драке вор-рецидивист, алкоголик и хулиган, чей гипофиз и семенные железы использовались для пересадки Шарику[9].
- Швондер — председатель домкома (домового комитета).
- Вяземская — заведующая культотделом дома, похожая на юношу.
- Пеструхин и Жаровкин — сослуживцы Швондера, члены домкома.
- Васнецова — машинистка подотдела очистки МКХ, очарованная Шариковым.

## Повесть как политическая сатира
Наиболее распространённое политическое толкование повести относит её к самой идее «русской революции», «пробуждения» социального сознания пролетариата. Шариков традиционно воспринимается как аллегорический образ люмпен-пролетариата, неожиданно для себя получившего большое количество прав и свобод, но быстро обнаружившего эгоистические интересы и способность предавать и уничтожать как себе подобных (бывший бездомный пёс, обретя человеческий облик, поднимается по социальной лестнице, уничтожая других бездомных животных), так и тех, кто наделил их этими правами. При этом Клим Чугункин зарабатывал музицированием в трактирах и был уголовником. Финал повести выглядит искусственно, без стороннего вмешательства (deus ex machina) судьба создателей Шарикова была бы предрешена. Считается, что Булгаков в своей повести предсказал массовые репрессии 1930-х годов.

Ну, так вот, Швондер и есть самый главный дурак. Он не понимает, что Шариков для него ещё более грозная опасность, чем для меня. Ну, сейчас он всячески старается натравить его на меня, не соображая, что если кто-нибудь, в свою очередь, натравит Шарикова на самого Швондера, то от него останутся только рожки да ножки!

В основе проблематики повести «Собачье сердце» лежат тревожные размышления Булгакова о последствиях коренной перестройки в нравственных основах бытия, усердно проводившейся большевиками, заменяющими прежние моральные устои новыми. Писатель язвительно критикует одно из основополагающих представлений коммунистов — идею социального равенства и справедливости, на практике часто означавшую «делёж всего на всех» и воплощавшуюся в жизнь под лозунгом (порой открытым, порой завуалированным) «Грабь награбленное!». Проблемы эти, по своей сути глубоко философские, рассматриваются в повести на широком социальном фоне 1920-х годов, дающем возможность показать «бесчисленные уродства» социалистического быта. Советскую действительность писатель анализирует и осмысляет как в целом, в основных её тенденциях (обличительные речи Преображенского), так и в тех или иных конкретных подробностях (дно, задворки жизни, описанные с точки зрения пса Шарика):68.
Как и в двух предыдущих повестях Булгакова, «Дьяволиаде» и «Роковых яйцах», автор в «Собачьем сердце» обличает бюрократизм, подвергая критике его новые грани, критикует произвол и бесчинства должностных лиц. Критике Булгакова подвергаются гонения на интеллигенцию, доносительство, игнорирование общепризнанных этических норм. Автор негативно оценивает засорение и порчу русского языка журналистами и бюрократами, отвратительное состояние общественного питания, низкое качество навязчиво рекламируемых продуктов Моссельпрома:69—70.
Ряд булгаковедов полагает, что «Собачье сердце» является политической сатирой на руководство государства середины 1920-х годов, а каждый из персонажей имеет прообраз среди политической верхушки страны в то время. В частности, прообразом Шарикова-Чугункина считается Сталин (у обоих «железная» вторая фамилия), профессора Преображенского — Ленин (преобразивший страну), доктора Борменталя, постоянно конфликтующего с Шариковым, — Троцкий (Бронштейн), Швондера — Каменев (Розенфельд), ассистентки Зины — Зиновьев, Дарьи — Дзержинский и так далее.
Мнение о Ленине как прототипе главного героя оспаривает булгаковед А. Н. Варламов, возводя типологию профессора Преображенского к литературному типу доктора Дмитрия Старцева — чеховского Ионыча, персонажа одноимённого рассказа.
Аллегории, посредством которых реализована авторская идея повести о представлении революции в России как безответственного эксперимента, требующего возврата страны в её прежнее состояние, нередко многозначны и требуют многоаспектной расшифровки. Например, многие исследователи отметили тот факт, что Шарик родился на Преображенской заставе, а Клим Чугункин был там убит. Фамилия профессора, превращающего пса в человека, — Преображенский. Само действо происходит в дни празднования Рождества, хотя автор всеми средствами указывает на противоестественность происходящего — это антитворение, пародия на Рождество.

## Образ Преображенского и его социально-философский смысл
С. В. Никольский отмечает, что, как и в другой научно-фантастической повести Булгакова, «Роковые яйца», в «Собачьем сердце» негативной оценке подвергаются «противоестественный эксперимент» и гордыня разума, увлечённость умозрительной гипотезой и на её основе — рискованное волевое вмешательство в субстанцию природы и бытия. Образ профессора Преображенского при этом имеет двойное значение, в нём закодированы два смысла: с одной стороны, деятельность Преображенского как хирурга-экспериментатора воплощает в себе представление о радикальном и рискованном вторжении в бытие, с другой же стороны — психологический типаж Преображенского заключает в себе неприятие им нарушений освящённых традицией норм жизни и культуры человеческого общежития, включая те нарушения, которые были спровоцированы революционной эпохой. В уста профессора Преображенского Булгаков вкладывает протесты против социальной действительности, являющейся следствием оперативных вмешательств в общественное устройство, подобных тем, что сам же Преображенский практикует с живыми организмами.
Литературовед Николай Степанов подчёркивает, что реплики профессора Преображенского содержат осуждение советского общественного строя, его основ, лживости коммунистической пропаганды. Бытовые неурядицы «Калабуховского дома» и неумелую работу домоуправления Преображенский воспринимает как воплощение образа жизни всей страны под большевистским руководством, а революцию — как «социальную кутерьму», «просто-напросто больной бред». В «Собачьем сердце» вновь находит отражение высказанная в повести «Роковые яйца» мысль, что большевики не способны к управлению страной, поскольку не занимаются своим делом всерьёз. Вместо хозяйственной работы домоуправление увлечено глобальными проблемами, такими как помощь рабочим за рубежом или судьба детей Франции. В результате Преображенский приходит к выводу, что разруха «не в клозетах, а в головах». Устами Преображенского Булгаков развенчивает систему коммунистической пропаганды, Преображенский откровенно издевается над используемыми этой пропагандой понятиями «товарищ», «пролетариат», заявляет о негативном влиянии газеты «Правда»:69.
Как указывает В. И. Сахаров, одна из идей повести «Собачье сердце» — грустная мысль об ответственности учёного за его открытия. В булгаковской повести содержится сатирическое разоблачение «чистой», не содержащей нравственного начала науки и её «жрецов», считающих себя творцами новой жизни, которое будет продолжено затем в пьесе «Адам и Ева»:126—127. По утверждению В. И. Сахарова, решительные операции Преображенского изображаются как чудовищные вивисекции, а одиночество профессора, стремление спрятаться от беспокойного мира в уютной квартире содержат в себе авторскую отрицательную оценку, несмотря на явное уважение Булгакова к профессиональным качествам Преображенского, его врачебному гению, его качествам ума и высокой компетентности. Сахаров отмечает, что самоуверенность профессора, его стремление улучшить человеческую природу и создать нового человека быстро приводит к негативным последствиям: на свет появляется доносчик, алкоголик и демагог, которого профессор Преображенский вынужден терпеть у себя в квартире:131—132.
Однако булгаковед Евгений Яблоков негативно оценивает высказывающуюся часто в литературоведении и литературной критике отрицательную оценку личности профессора Преображенского. Давая высокую оценку моральным качествам профессора, Яблоков указывает, что «стержень личности Преображенского — чувство собственного достоинства на грани аристократизма, проистекающее не из пошлого самолюбия, а из сверхличного ощущения важности собственной миссии». По словам Яблокова, в литературной критике присутствует множество искажений, в результате которых повести Булгакова приписывается смысл, противоположный авторскому. Появление этих искажений связано с недооценкой в российском обществе фундаментальных для Булгакова принципов — защиты прав личности, императива чести и достоинства. Яблоков пишет, что ложные трактовки образа Преображенского укореняются даже в школьном преподавании литературы и в научной среде.
Литературовед С. Г. Боровиков считает, что Булгаков вложил в уста Преображенскому собственные идеи:

Филиппики проф. Преображенского — это кредо самого Булгакова, с семью комнатами, с «Аидой», горячими закусками под водку, французским вином после обеда и проч.
С Боровиковым соглашается А. Н. Варламов, упоминая, что Булгаков сам страдал от отсутствия нормального жилья и это выразил в претензиях Преображенского жить и работать в комфортных условиях, хотя заявляемая Преображенским невозможность трудиться без семи комнат изображена автором в завистливо-ироническом ключе.

## Жанровые и сюжетно-композиционные особенности
«Собачье сердце» — новаторское в жанровом отношении произведение. Литературовед С. Фуссо указывает, что Булгаков модифицировал «многовековую сатирическую традицию пса-рассказчика», соединив её с голосом всеведущего автора, говорящего от третьего лица. Затем, как отмечает Н. Степанов, повествование «пса-рассказчика» прерывается, и в основе дальнейшего сюжета лежит уже научно-фантастический фактор: превращение в результате хирургической операции пса Шарика в Шарикова. Как пёс, так и Шариков по мере развития сюжета встречаются со многими персонажами, проходят через разные области действительности, благодаря чему в повести осуществляется широкий охват жизненных явлений и их сатирическое обличение:71—72.
Значительную роль в повести играет памфлетное начало, органично вплетающееся в повествование. В разговорах с Борменталем, спорах с Шариковым Преображенский высмеивает и обличает многие черты окружающей действительности. Его речам присущи такие сугубо памфлетные особенности, как явная, подчёркнутая тенденциозность, ораторские интонации, афористичность, сарказм:72.

## Авторские отсылки
- Прототипом «Калабуховского дома», в котором разворачиваются основные события повести, послужил доходный дом архитектора С. Ф. Кулагина (дом № 24 по улице Пречистенка), построенный на его деньги в 1904 году.
- В течение действия всей повести профессор Преображенский постоянно напевает «От Севильи до Гренады… В тихом сумраке ночей». Эта строчка — из романса Чайковского «Серенада Дон Жуана», стихи к которому взяты из поэмы А. К. Толстого «Дон Жуан». Возможно, таким образом Булгаков обыграл род занятий профессора: персонаж поэмы Толстого был известен своими сексуальными похождениями, а профессор возвращает сексуальную молодость своим увядшим пациентам[19].
- Операцию над Шариком профессор проводит в период от 24 декабря до 6 января — от католического до православного Сочельника. Преображение Шарика происходит 7 января, в Рождество[20].
- Возможно, прототипом профессора Преображенского послужил для автора его дядя, Николай Михайлович Покровский, врач-гинеколог. Его квартира в деталях совпадает с описанием квартиры Филиппа Филипповича, и, кроме того, у него была собака. Эту гипотезу подтверждает также первая жена Булгакова, Татьяна Лаппа, в мемуарах[21]. Но существуют и другие гипотезы (подробнее о них рассказано в статье Филипп Филиппович Преображенский).
- В медицинской практике трансплантации «желёз обезьяны» пытался разработать хирург Серж Воронов. Метод Воронова был весьма модным в 1920-х годах[22][23]. Поэт Эдвард Эстлин Каммингс воспевал «знаменитого доктора, который „вставляет обезьяньи железы в миллионеров“», чикагский хирург Макс Торек вспоминал, что «роскошные банкеты и вечеринки, как и остальные более простые собрания медицинской элиты, были наполнены шёпотом — „железы обезьяны“»[24]. Журналистка Татьяна Батенева на страницах газеты «Известия» высказала предположение, что именно Воронов, возможно, послужил прототипом персонажа профессора Преображенского, профессионально практикующего «омоложение», пересаживая обезьяньи яичники богатым клиентам[25].
- Домовые комитеты, на которые сетовал профессор Преображенский и один из которых возглавлял Швондер, действительно работали после революции очень плохо. Как пример можно привести предписание жителям Кремля от 14 октября 1918 года[26]: «[…] домовые комитеты совершенно не выполняют возложенных на них законом обязанностей: грязь на дворах и площадях, в домах, на лестницах, в коридорах и квартирах ужасающая. Мусор от квартир не выносится неделями, стоит на лестницах, распространяя заразу. Лестницы не только не моются, но и не подметаются. На дворах неделями валяется навоз, отбросы, трупы дохлых кошек и собак. Всюду бродят бездомные кошки, являясь постоянными носителями заразы. В городе ходит „испанская“ болезнь, зашедшая и в Кремль и уже давшая смертные случаи…»

## Литературное влияние
Название повести используется в политической борьбе, например, Ю. Т. Шутов в своей книге «Собчачье сердце, или Записки помощника Ходившего во власть» (1993 год) намекает на председателя Ленсовета А. А. Собчака[значимость факта?].

## Экранизации
| Год  | Страна       | Название                               | Режиссёр          | профессор Преображенский | доктор Борменталь | Шариков                         |
| ---- | ------------ | -------------------------------------- | ----------------- | ------------------------ | ----------------- | ------------------------------- |
| 1976 | Италия · ФРГ | Собачье сердце (итал. «Cuore di cane») | Альберто Латтуада | Макс фон Сюдов           | Марио Адорф       | Коки Понцони (Бобиков)          |
| 1988 | СССР         | Собачье сердце                         | Владимир Бортко   | Евгений Евстигнеев       | Борис Плотников   | Владимир Толоконников (Шариков) |

Также в 1995 году вышел российско-чешский фильм «Роковые яйца», снятый в по мотивам одноимённой повести Булгакова с некоторыми пересекающимися сюжетными линиями других его произведений — романа «Мастер и Маргарита» и повести «Собачье сердце».

## Адаптация произведения в музыке
- «Собачье сердце», новеллы для камерного ансамбля Бориса Тищенко (1988)
- «Собачье сердце», опера Александра Раскатова (2008—2009, премьера состоялась в 2010 году в Амстердаме, официальный тейлер на YouTube)
- «Собачье сердце», песня группы «Агата Кристи» (1989)